# Helge Lindstedt
Helge Lindstedt, född 20 augusti 1900 i Arvika församling, Värmlands län, död 24 maj 1989 i Kungsholms församling, Stockholm, var en svensk möbelsnickare och yrkeslärare. 
Lindstedt var den första rektorn på Olofskolan, föregångare till Carl Malmstensskolan  via Olofskolans verkstad, 1930-1937.

## Biografi
Lindstedt var son till snickarmästaren Carl Lindstedt, som hade ett snickeri i centrala Arvika i början av 1900-talet. Efter att ha hjälpt till i faderns snickeri flyttade Helge Lindstedt till Göteborg för att bedriva studier och där han tog examen 1929. Samma år flyttade han till Stockholm och fick anställning vid Nordiska Kompaniets möbelverkstad. 1930 blev Lindstedt kontaktad av Carl Malmsten som erbjöd honom att sätta upp Olofskolans verkstad. Carl Malmsten hade tillsammans med snickarmästaren Hjalmar Jacksson hyrt en verkstadslokal på Humlegårdsgatan 17 som inrymde 12 bänkplatser, hälften för Jackssons sex anställda och lika många för Olofskolans verkstad. 1937 slutade Lindstedt på Olofskolans verkstad för att tillträda en tjänst som yrkeslärare vid Stockholms stads yrkesskolor där han var verksam fram till pension.

## Möbler
Nedan är några av Helge Lindstedts möbler
- Skrin snidat 1929
- Skrivbord, signerad CM, 1934. Enligt Helge Lindstedt själv så gjordes detta skrivbord för att tävla om ett anbud från Hotel Waldorf Astoria i New York 1934. Priset var 1934 2.000kr och det tog 1840 timmar att färdigställa skrivbordet.
- Sekretär, signerad CM, någon gång 1930-1937)